# Ludvik Mrzel

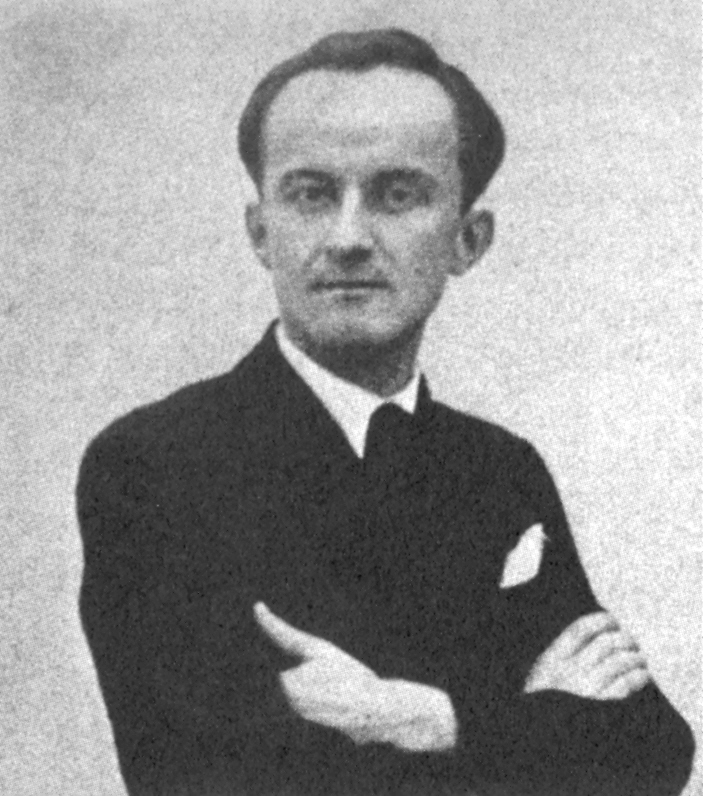
Ludvik Mrzel in 1931

Ludvik Mrzel, met het pseudoniem Frigid (Loka bij Zidani Most, 28 juli 1904 - Ljubljana, 29 september 1971) was een Sloveens schrijver, dichter, theatercriticus en publicist.
Mrzel ging school aan het gymnasium van Trbovlje, maar werd van school gestuurd nadat hij  mee had gewerkt aan de grote mijnwerkersstaking. Hij vervolgde het gymnasium daarom in Servië (in Jagodina en Čuprija) en haalde zijn diploma in 1924. Hij schreef zich daarna in voor een medicijnenstudie, maar wisselde al snel naar filosofie en slavistiek. Hij hield zich bezig met verschillende tijdschriften, onder andere als redacteur van "Mladina" en "Svobodna Mladina". Hij was sinds 1920 bevriend met Srečko Kosovel, met wie hij ook verschillende literaire projecten opzette. Hij publiceerde in deze tijd verschillend werk, gedichten, aforismen, novelles, verhalen en theaterkritieken. Hij schreef daarnaast reportages over de Sloveense migranten in de Verenigde Staten. Voor de linkse krant "Jutro" schreef Mrzel een aantal feuilletons.
Ludvik Mrzel werd tijdens de oorlog opgepakt door de bezetter. Na zijn internering heeft Mrzel in Italiaanse en Duitse kampen gezeten. Na de bevrijding werd hij leider van het Sloveense Nationaal Theater en assistent-directeur van het theater in Maribor. Hij vertaalde veel werken uit het Russisch en Oekraïens naar het Sloveens (zoals de Rus Sergej Aleksandrovitsj Tokarev). Hij bracht ook het werk van Knut Hamsun, Anton Roothaert, John Knittel en anderen onder het voetlicht. Meerdere delen van Karl May zijn door Mrzel vertaald.
Mrzel werd in 1948 slachtoffer van de zogenaamde Dachauprocessen. Tijdens deze schijnprocessen werden 34 personen aangeklaagd, die tijdens de oorlog in concentratie- en interneringskampen van de bezetter gezeten hadden. Volgens de aanklager hadden de beschuldigden tijdens hun gevangenschap bewust gecollaboreerd met de Gestapo. Uitgesproken veroordelingen waren gebaseerd op (door marteling verkregen) bekentenissen. Mrzel werd niet zoals sommige andere aangeklaagden tot de doodstraf, maar tot 12 jaar dwangarbeid veroordeeld.

## Werk
- Luči ob cesti ("Licht aan de straat") (1932)
- Peter se zbudi v življenje ("Peter wordt wakker in het leven") (1933)
- Bog v Trbovljah ("God in Trbovlje") (1937)
- Ogrlica ("pesniška zbirka) (1962)

- Bibliothèque nationale de France: cb137764881 (data)
- CiNii: DA1551697X
- Gemeinsame Normdatei: 12995683X
- International Standard Name Identifier: 0000 0001 0861 7302
- Library of Congress Control Number: no98132168
- Nationale Bibliotheek van Tsjechië: jn20000620238
- Nationale en Universitaire bibliotheek Zagreb: 000013254
- Système universitaire de documentation: 242446574
- Virtual International Authority File: 194508
- WorldCat: E39PBJB8vFcxgPTjKDQQcgbKh3